# Casque F1 XF
Le casque F1 XF est un casque destiné aux pompiers et plus spécifiquement la lutte contre l'incendie en milieu urbain. Il s'agit du remplaçant du casque F1.
Produit par MSA Gallet qui l'a développé pendant quatre ans grâce à une équipe de trente personnes, il a été présenté en octobre 2013 en marge du 120e congrès national des pompiers.
Par rapport au F1, le F1 XF est plus léger et résistant. Il intègre une lumière à courte portée et une suspension à sangles de manière optionnelle,.
Le casque F1 XF produit par MSA a pour vocation d'améliorer le confort d'utilisation par rapport au précédent casque F1 sans perdre en matière de sécurité. Il ressort ainsi un casque plus large que le précédent, avec une visière doré panoramique lui permettant d'offrir une protection contre le rayonnement tout en maintenant un champ visuel conséquent. Il a été étudié afin de conserver une aptitude de mouvement de la tête en flexion, en extension et en rotation. Les nouveaux matériaux développés depuis le casque F1 SP lui permettent de gagner en masse malgré un volume plus important.
Il pèse 1 450 grammes,.